# 巴尔塔萨尔·布鲁姆
巴尔塔萨尔·布鲁姆·罗德里格斯, （西班牙語：Baltasar Brum Rodríguez；1883年6月18日—1933年3月31日），乌拉圭律师、政治家，1919年-1923年担任乌拉圭总统。
1913年至1915年，担任公共教育部长，1917年4月至6月，他参加宪法修改委员会。1919年3月19日，他当选新宪法颁布后的乌拉圭第一任总统，在从政时期，乌拉圭建立了免费的义务教育体系，国内成立了公共图书馆，政府开始向失业者和赤贫者免费发放食物。
1933年3月31日，他抗议加布里埃尔·特拉的独裁统治，并于当天开枪自杀，不治身亡，时年49岁。现代乌拉圭的城镇巴爾塔薩爾布魯姆以其命名。